# Confine tra Guinea e Mali
Il confine tra la Guinea e il Mali ha una lunghezza di 1062 km e va dal triplice confine con il Senegal a nord fino al triplice confine con la Costa d'Avorio a sud.

## Descrizione
Il confine inizia a nord al triplice confine con il Senegal sul fiume Balinko e poi segue questo fiume verso sud, prima di girare a sud-est, utilizzando vari fiumi e sezioni terrestri. Il confine raggiunge poi il fiume Bafing, che segue verso est, e poi il Djinko. Il tracciato prosegue poi via terra in direzione sud, con un brevissimo tratto che utilizza il fiume Niger, per poi proseguire via terra per collegarsi fino al fiume Sankarani, che segue per una certa distanza a sud-ovest. Il confine lascia quindi questo fiume, andando via terra in direzione est e poi sud attraverso una serie di linee irregolari, prima di raggiungere il triplice confine con la Costa d'Avorio.

## Storia
La Francia iniziò a stabilirsi nella regione del moderno Senegal nel XVII secolo, annettendo in seguito la costa di quella che oggi è la Guinea alla fine del XIX secolo, come "Colonia Rivières du Sud". L'area fu ribattezzata Guinea francese nel 1893 e successivamente fu inclusa nella colonia dell'Africa Occidentale Francese. Come risultato della "spartizione dell'Africa" nel 1880, la Francia acquisì il controllo della valle superiore del fiume Niger (più o meno equivalente alle aree attuali del Mali e del Niger). La Francia occupò quest'area nel 1900; il Mali (allora denominato Sudan francese) era originariamente incluso, insieme al Niger e al Burkina Faso, all'interno della colonia dell'Alto Senegal e Niger; tuttavia fu successivamente scisso e divenne una regione costituente della colonia federale dell'Africa Occidentale Francese (Afrique Occidentale Française, abbreviata AOF). La data precisa in cui fu tracciato il confine tra Guinea e Mali sembra essere incerta, anche se si pensa che sia stata delineato all'epoca dell'istituzione formale della Guinea francese negli anni 1890; il confine fu successivamente descritto in modo più dettagliato in un arrete francese del 1911.
Con il movimento per la decolonizzazione cresciuto nell'epoca successiva alla seconda guerra mondiale, la Francia concesse gradualmente più diritti politici e rappresentanza alle proprie colonie dell'Africa subsahariana, arrivando alla concessione di un'ampia autonomia interna all'Africa Occidentale Francese e all'Africa Equatoriale Francese nel 1958 nel quadro della Comunità francese. Nel 1958 la Guinea ottenne l'indipendenza, seguita dal Mali nel 1960.
Negli ultimi anni è esplosa l'estrazione dell'oro nella regione di confine, provocando diversi scontri localizzati lungo la frontiera.

## Insediamenti vicino al confine

### Guinea
- Nouhouya
- Niagassola
- Bankon
- Niantania

### Mali
- Kofoulabe
- Kali
- Kouremale